# Mannia sibirica
Mannia sibirica là một loài rêu trong họ Aytoniaceae. Loài này được K. Müller Frye & L. Clark mô tả khoa học đầu tiên năm 1937.